# Prisioneros
Prisioneros es el sexto episodio de la primera temporada de la serie animada de televisión Avatar: la leyenda de Aang.

## Sinopsis
Aang y el grupo están hambrientos y buscando comida. En su búsqueda (mientras oyen un tremendo ruido), Katara se topa con un Maestro Tierra llamado Haru, quien inmediatamente corre lejos. El grupo lo sigue hasta una villa que es sospechosamente muy silenciosa. Llegan a la casa de Haru y hablan con la madre de él. Pero luego se revela la razón por la cual el pueblo es tan silencioso, cuando un grupo de soldados de la Nación del Fuego van a la casa de Haru a pedir los impuestos. El pueblo es un lugar donde la Nación del Fuego toma como rehenes a los Maestros Tierra para trabajar con el carbón. Todos los Maestros Tierra (incluyendo el padre de Haru) han estado prisioneros por un largo tiempo, y la práctica de Tierra Control está estrictamente prohibida. Un día, Haru y Katara están caminando cerca de las minas de carbón, cuando una se derrumba; Katara le pide a Haru que controle la tierra para salvar la vida del hombre. Desafortunadamente, el hombre acusa a Haru a la Policía de la Nación del Fuego, quienes se llevan a Haru durante la noche y lo aprisionan con los demás. Katara quiere seguir y salvar a Haru, así que crea un plan: Aang debe hacer Aire Control a través de los ductos de ventilación de las minas para convencer a los soldados de la Nación del Fuego que ella es una Maestra Tierra, cuando llegan los maestros fuego ven a Katara y Sokka pelear Katara le da la señal a Aang de usar el Aire control, la primera impresión de los soldados es que Momo quien logró mover la piedra, luego Sokka hace entender a los soldados que Katara fue quien realizó esa técnica de Tierra control, esto funciona y llevan a Katara a prisión, con Aang y Sokka van siguiéndolos sobre Appa. La prisión es un fuerte gigante de acero, donde los prisioneros no tienen ningún acceso a tierra para controlar. Katara se esfuerza para iniciar una revuelta, que falla al principio. Aang se infiltra en los ductos de ventilación del fuerte, donde usa Aire Control para hacer volar el carbón a través de los ductos, para que los Maestros Tierra tengan material para controlar. Luego de ser convencidos, los Maestros Tierra empiezan una batalla contra los Maestros Fuego. Los Maestros Tierra ganan, y Haru y su padre dicen que no volverán a rendirse, pues ayudarán a liberar a su pueblo. Katara pierde en la prisión el collar que su madre le dio; el episodio termina con Zuko tomando el collar de Katara del suelo.
- Datos: Q23694453